# 금당삼존불
금당삼존불은 호류지 금당에 안치되어있고, 금당석가여래삼존상이라고도 부르며 623년 도리에 의해 완성되어 622년 사망한 쇼토쿠 태자의 극락왕생을 위해 공양되었다. 조상의 특징은 상현좌의 본존이 이중대좌에 위치한 일광삼존형식으로, 시무외인과 고식설법인을 결하고 있다. 일반적으로 도리식 불상이라 부르는 조상은 북위식 불상 특히 빈양중동 본존 여래좌상을 그 전형으로 두고 있으며 백제 등 삼국을 경유하여 수용된 양식과 남북조의 양식이 혼합된 절충형으로 볼 수 있다.